# Diazolidinylureum
Diazolidinylureum is een antimicrobiële stof die als conserveermiddel wordt gebruikt in cosmetica. Chemisch gezien is de stof verwant aan imidazolidinylureum, dat vergelijkbare manier wordt toegepast. Diazolidinylureum werkt als formaldehydebron.
De stof wordt toegepast in tal van cosmetica: huidverzorgingsproducten, shampoos en conditioners, bubbelbadschuim, babydoekjes en huishoudzeep. Diazolidinylureum wordt als conserveermiddel ook commercieel in de handel gebracht.
Commercieel diazolidinylureum is een mengsel van verschillende additieproducten van formaldehyde, waaronder ook een aantal polymeren.

## Synthese
Diazolidinylureum ontstaat door de reactie van allantoïne en formaldehyde in aanwezigheid van een natriumhydroxide-oplossing en warmte.  Het reactiemengsel wordt geneutraliseerd met zoutzuur.

## Structuur
De verbinding, die in eerste instantie onder de naam diazolidinylureum in de Chemical Abstracts is opgenomen, bleek slecht gekarakteriseerd te zijn. De beschreven verbinding is waarschijnlijk een mengsel geweest. Het voornaamste bestanddeel van commercieel verkrijgbaar diazolidinylureum heeft waarschijnlijk de structuur zoals weergegeven in structuur 2 hieronder. Het verschil komt neer op het verschuiven van een hydroxymethylgroep van stikstof naar koolstof.
| Structuur 1                           | Structuur 2        |
|                                       |                    |
| Oorspronkelijk voorgestelde structuur | Herziene structuur |

## Toxicologie en veiligheid
Sommige mensen ontwikkelen een contacteczeem voor diazolidinylureum wat tot dermatitis leidt. Die mensen zijn vaak ook allergisch voor het nauw verwante imidazolidinylureum.
In 2005–2006 was diazolidinylureum nummer 14 op de lijst van meest voorkomende allergenen in de plakproef (3,7%).